# Второй том романа «Братья Карамазовы»

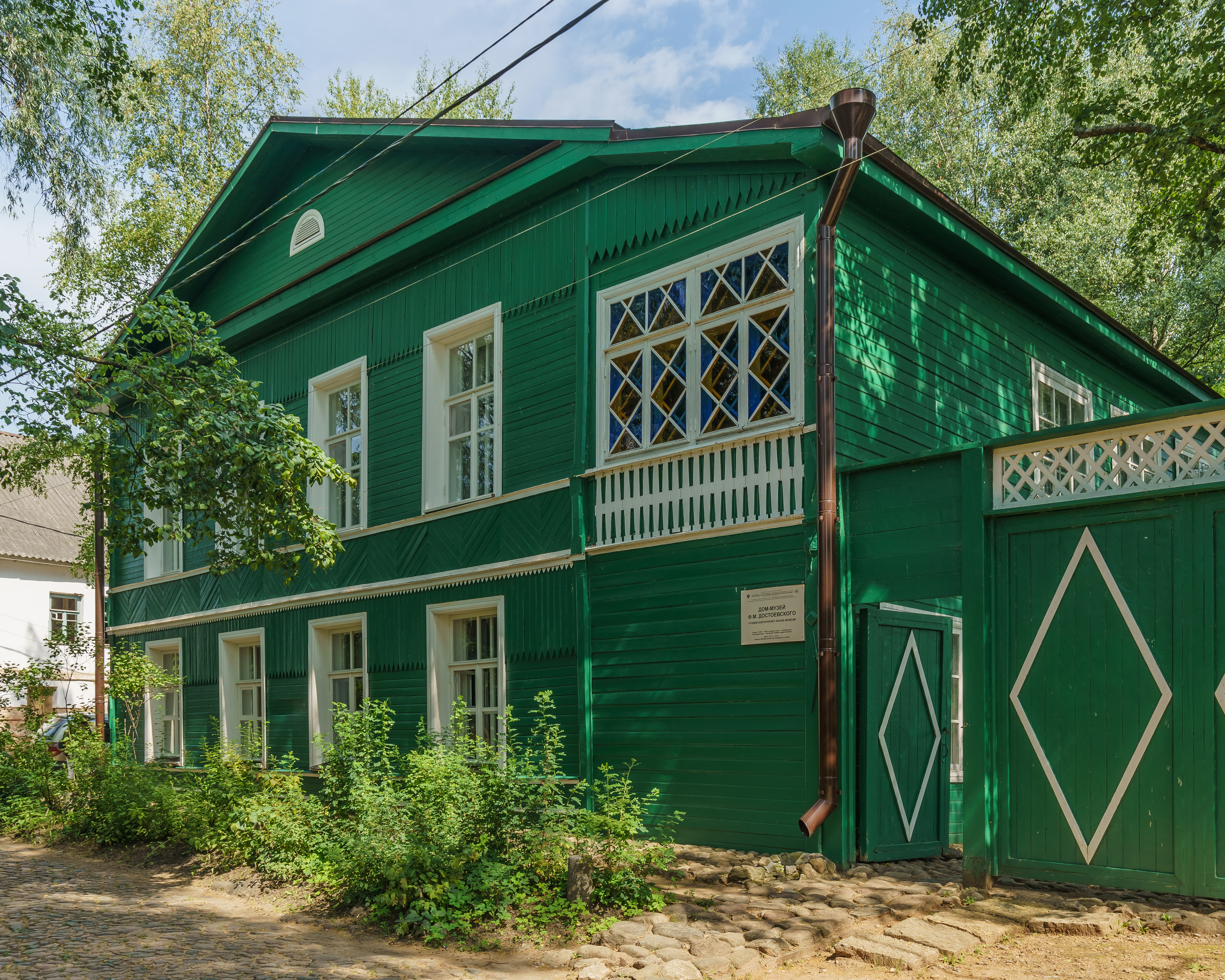
Дом Достоевского в Старой Руссе, в котором был написан роман «Братья Карамазовы»

Роман «Братья Карамазовы» стал итогом творчества Фёдора Михайловича Достоевского. Осенью 1874 года, во время работы над романом «Подросток», Достоевский в одной из рабочих заметок впервые обрисовывает план «Братьев Карамазовых». В октябре 1877 года Достоевский написал, что займётся «одной художнической работой, сложившейся <…> неприметно и невольно». Работа над заключительным фрагментом романа была закончена к 8 ноября 1880 года.
Сохранились сведения о предполагаемом содержании второго тома романа, который Достоевский задумал, но не успел написать.
Ещё при жизни Достоевского 26 мая 1880 года в газете «Новороссийский Телеграф» появилась заметка о возможном содержании продолжения романа: «…из кое-каких слухов о дальнейшем содержании романа, слухов, распространившихся в петербургских литературных кружках, я могу сказать <…> что Алексей делается со временем сельским учителем и под влиянием каких-то особых психических процессов, совершающихся в его душе, он доходит даже до идеи о цареубийстве…». При этом в заметке говорится только об идее, а не о совершенном действии. Мнения исследователей в этом случае расходятся. Либо автор заметки был недостаточно осведомлен или цензура не пропустила заметку про цареубийство. Либо развитие событий с цареубийством и казнью Алексея Карамазова было только одним из возможных вариантов продолжения романа.
Педагог и писатель Алексей Михайлович Сливицкий отмечал замысел Достоевского написать роман «Дети», в котором главными героями бы стали дети предыдущего романа. «Напишу ещё „Детей“ и умру», — сказал Достоевский в 1880 году на пушкинских торжествах в Москве.
Издатель и критик Алексей Суворин после смерти Достоевского вспоминал, что «на продолжение своего „Дневника“ он смотрел отчасти как на средство <…> завязать узел борьбы по существенным вопросам русской жизни. Все это теперь кончено, кончен и замысел продолжать „Братьев Карамазовых“. Алёша Карамазов должен был <…> явиться героем, из которого он хотел создать тип русского социалиста, не тот ходячий тип, который мы знаем и который вырос вполне на европейской почве».
Вспоминая свою беседу с писателем 20 февраля 1880 года, Алексей Суворин также отмечал, что писатель в это время был взволнован террористическими актами народовольцев и процессами над ними. Достоевский «сказал, что напишет роман, где героем будет Алеша Карамазов. Он хотел его провести через монастырь и сделать революционером. Он совершил бы политическое преступление. Его бы казнили. Он искал бы правду, и в этих поисках, естественно, стал бы революционером…».
В 1898 году исследовательница творчества Достоевского Н. Гофман писала: «Алеша должен был, таков был план писателя, по завещанию старца Зосимы идти в мир, принять на себя его страдание и его вину. Он женится на Лизе, потом покидает её ради прекрасной грешницы Грушеньки, которая пробуждает в нём карамазовщину, и после бурного периода заблуждений и отрицаний, оставшись бездетным, облагороженный, возвращается опять в монастырь; он окружает там себя толпой детей, которых он до самой смерти любит и учит и руководит ими».
Для ускорения работы над романом жена Достоевского Анна Григорьевна переписывала отдельные книги и стенографировала значительную часть произведения под диктовку писателя. Достоевский вынужден был прибегнуть к помощи жены, так как заключительные книги произведения должны были быть готовы к заранее установленному сроку.
В 1916 году к тридцатипятилетию смерти мужа она рассказала критику Александру Измайлову о рукописях и планах Достоевского: «Смерть унесла его действительно полного замыслов. Он мечтал 1881 год всецело отдать „Дневнику“, а в 1882 засесть за продолжение „Карамазовых“. Над последней страницей первых томов должны были пронестись двадцать лет. Действие переносилось в 80-е годы. Алёша уже являлся не юношей, а зрелым человеком, пережившим сложную душевную драму с Лизой Хохлаковой, Митя возвращался с каторги». При этом она отметила, что из-за постоянной занятости другими записями писателя, так и не приступила к работе над стенограммами второго тома, а расшифровать их кому-то другому из-за условных сокращений будет очень сложно.
В своих «Воспоминаниях» Анна Григорьевна также писала, что после завершения первого тома романа «издавать „Дневник писателя“ Федор Михайлович предполагал в течение двух лет, а затем мечтал написать вторую часть „Братьев Карамазовых“, где появились бы почти все прежние герои, но уже через двадцать лет, почти в современную эпоху, когда они успели бы многое сделать и многое испытать в своей жизни. Намеченный Федором Михайловичем план будущего романа, по его рассказам и заметкам, был необыкновенно интересен, и истинно жаль, что роману не суждено было осуществиться».
Исследователями отмечалось также нарушение процессуальных правил во время суда над Митей Карамазовым. Врачи Герценштубе и Варвинский одновременно выступают в роли свидетелей и экспертов. В 1876 году Достоевский добивался пересмотра дела с аналогичной ошибкой. Исходя из этого, исследователи полагают, что такая ошибка могла быть включена в роман сознательно, чтобы позже послужить причиной для пересмотра дела Мити.